# Mickelsbergsvägen

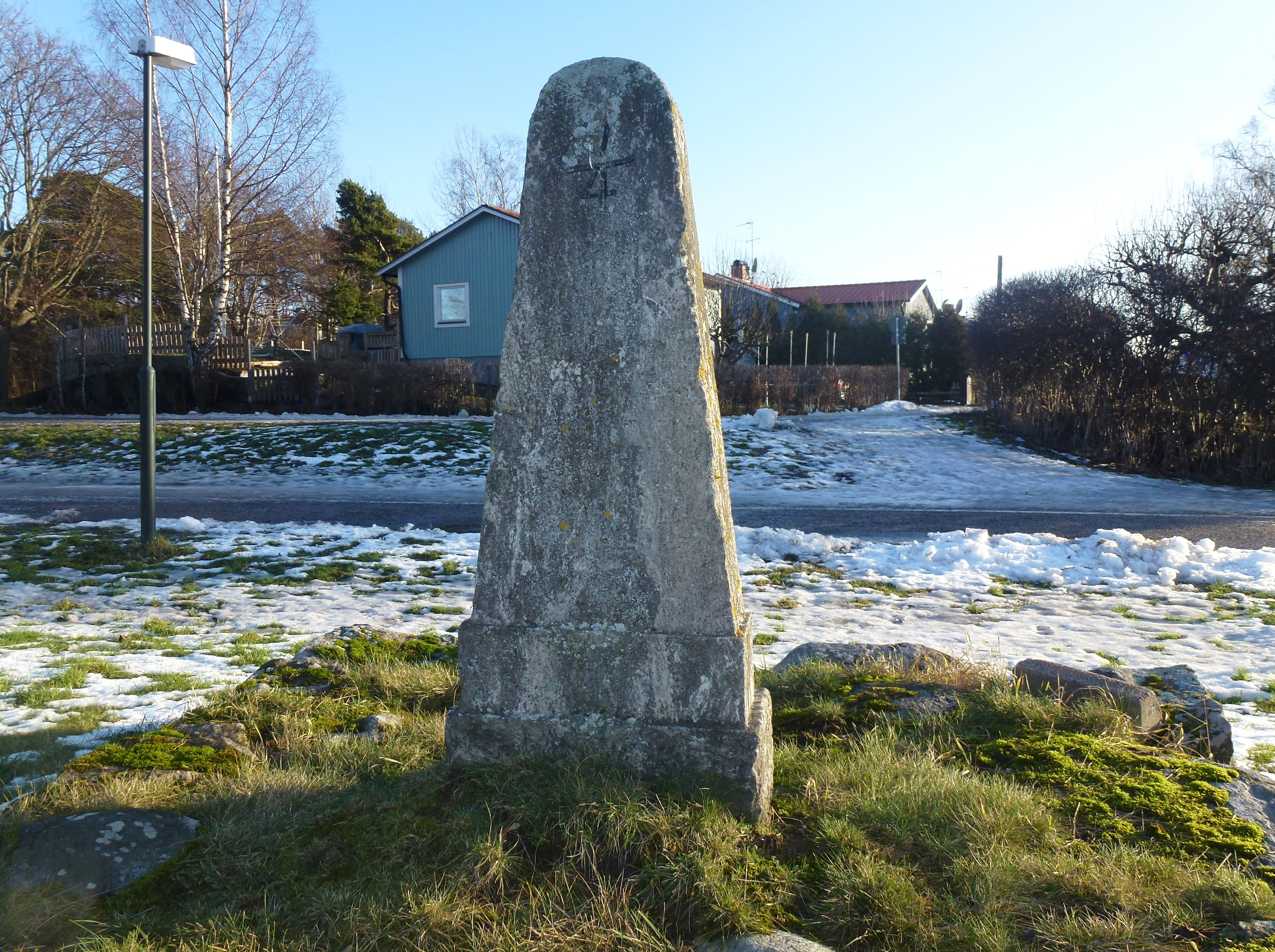
Milstolpe vid Mickelsbergsvägen (före detta Södertäljevägen), 2014.

Mickelsbergsvägen är en gata i södra Stockholm, som sträcker sig mellan E4/E20 Södertäljevägen (inklusive motorvägsbron) i norr och Häradsvägen i syd inom Stockholms respektive Huddinge kommuner. Gatan fick sitt nuvarande namn 1934.

## Namnet

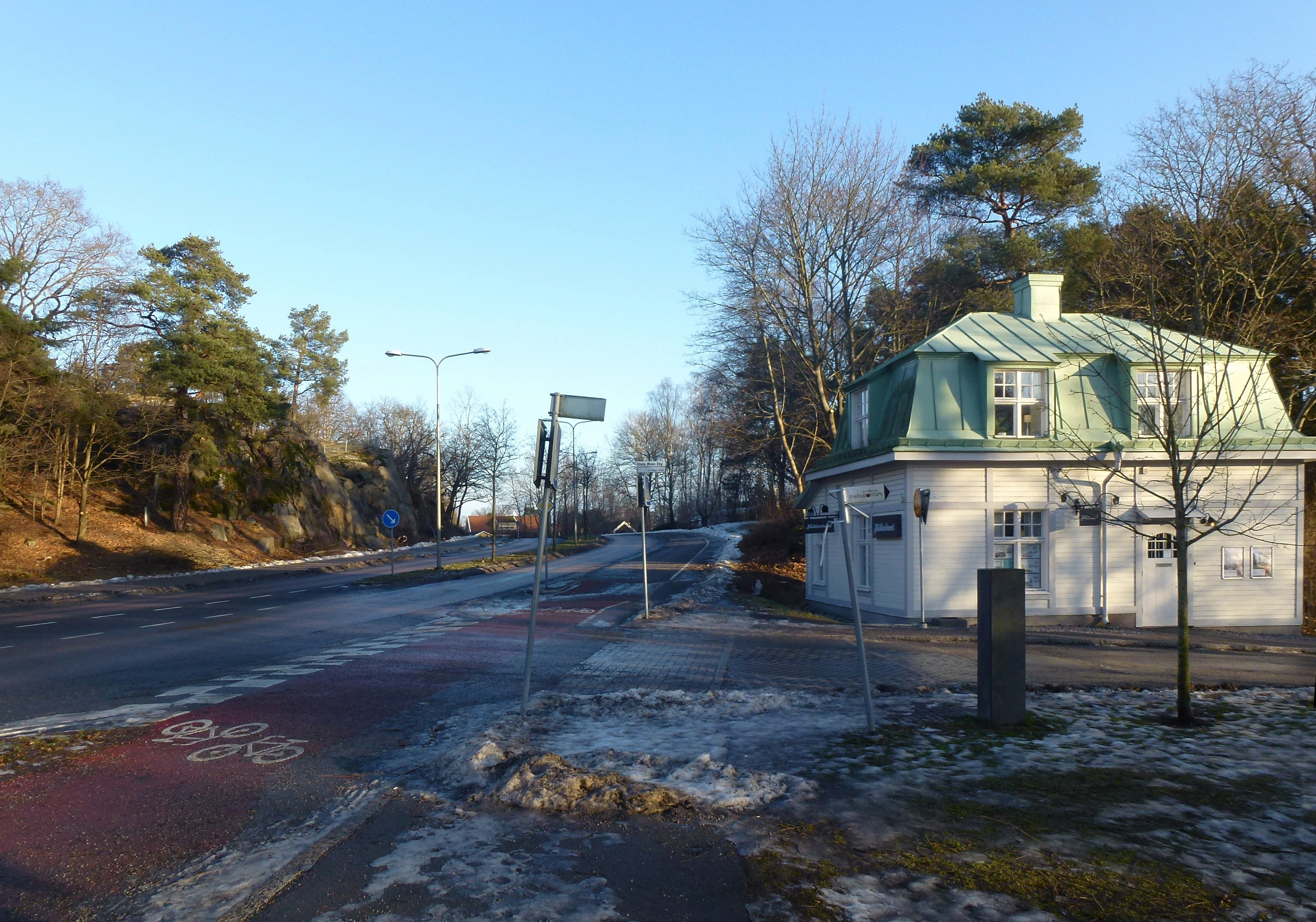
Mickelsbergsvägen vid Långbros grindstuga, vy mot nordost.

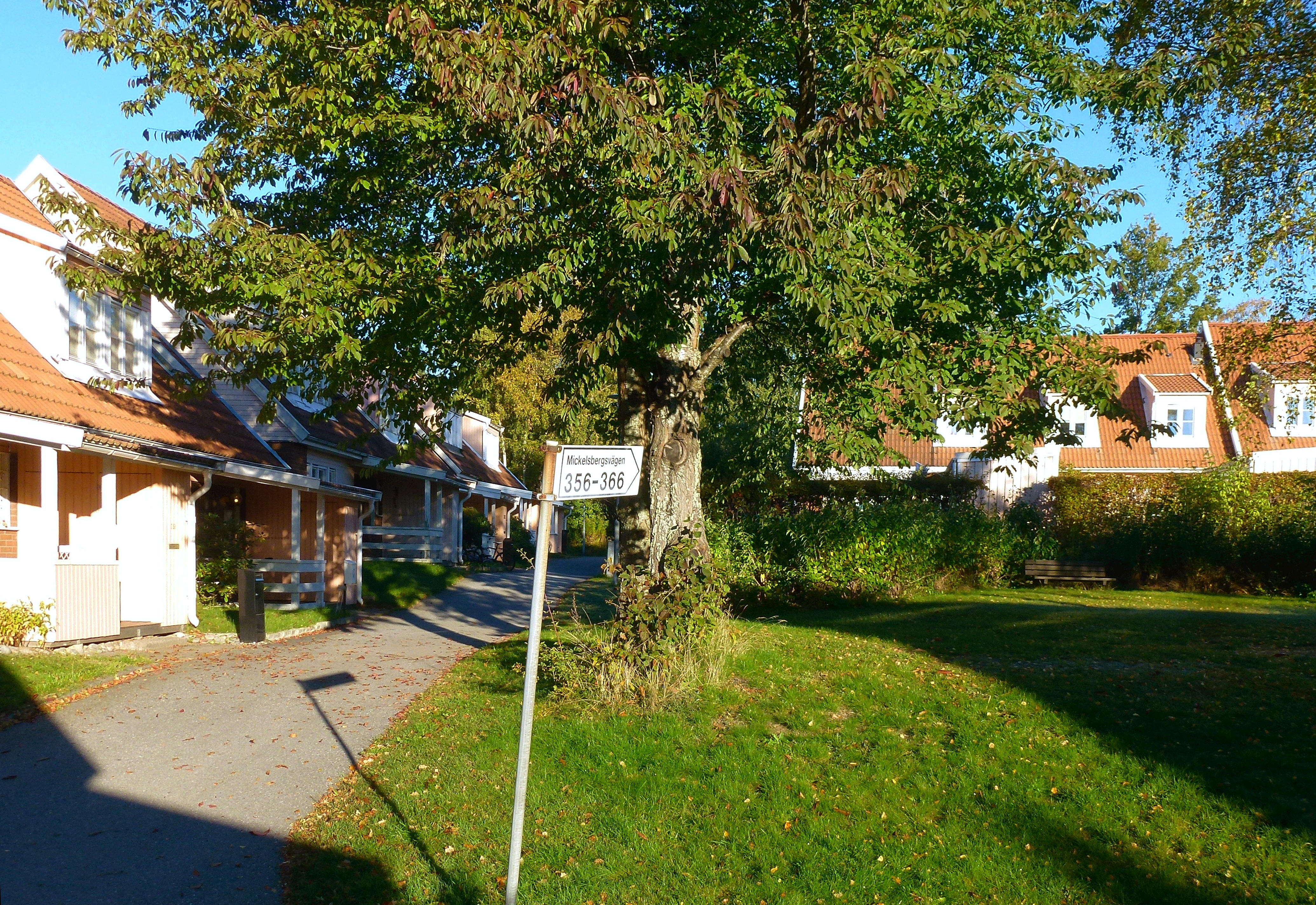
Radhusområde vid Mickelsbergsvägen i Huddinges kommundel Segeltorp.

Mickelsberg var namnet på en backstuga på Hökmossen som tillhörde Västberga gårds ägor. Enligt traditionen var det en man från Livland vid namn Mickel som innehade detta numera försvunna boställe, som "låg tätt intill en bergvägg".

## Beskrivning
Den norra delen av Mickelsbergsvägen motsvarar den gamla sträckningen av Södertäljevägen. Där påminner en milstolpe från 1700-talet med markering 1/4 mil (en fjärdingsväg) om vägens långa historia. Ett annat namn för detta vägavsnitt var ”Vattenledningsvägen” (numera namnet på en väg i Midsommarkransen) som härrör från Stockholms huvudvattenledning mellan Norsborgs vattenverk och Nybohovs vattenreservoar som ligger under Mickelsbergsvägen (se Huvudvattenledning Norsborg-Stockholm). 
Inom Stockholms kommun är Mickelsbergsvägen cirka 2 000 meter lång och går nästan fram till Segeltorpsvägen, den sista biten är ett litet parkområde. Mellan Segeltorpsvägen och Häradsvägen är vägen cirka 450 meter lång och en mindre lokalgata inom kommundelen Segeltorp i Huddinge kommun.

## Byggnader och anläggningar längs vägen
- Brännkyrka brandstation
- Långbroparken
- Långbro sjukhus, Grindstugan